# Stevie Wright
Stevie Wright est un chanteur de rock australien né le 20 décembre 1947 à Leeds et mort le 27 décembre 2015 à Moruya,.

## Biographie
Né en Grande-Bretagne, Stephen Carlton Wright émigre en Australie avec ses parents à l'âge de neuf ans. Il connaît le succès dans les années 1960 au sein du groupe The Easybeats, dont la chanson Friday on My Mind, interprétée par Wright, devient un tube dans le monde entier en 1966.
Après la séparation des Easybeats, en 1969, Wright se lance dans une carrière solo. Son single Evie, sorti en 1974, se classe no 1 des ventes en Australie, mais sa carrière est handicapée par son addiction à l'alcool et à l'héroïne. Il meurt d'une pneumonie fin 2015, à l'âge de soixante-huit ans.

## Discographie solo
- 1974 : Hard Road
- 1975 : Black Eyed Bruiser
- 1986 : Facing the Music
- 1989 : The Best from Down Under
- 1991 : Striking It Rich
- 2004 : Definitive Collection